# Bendlerblock

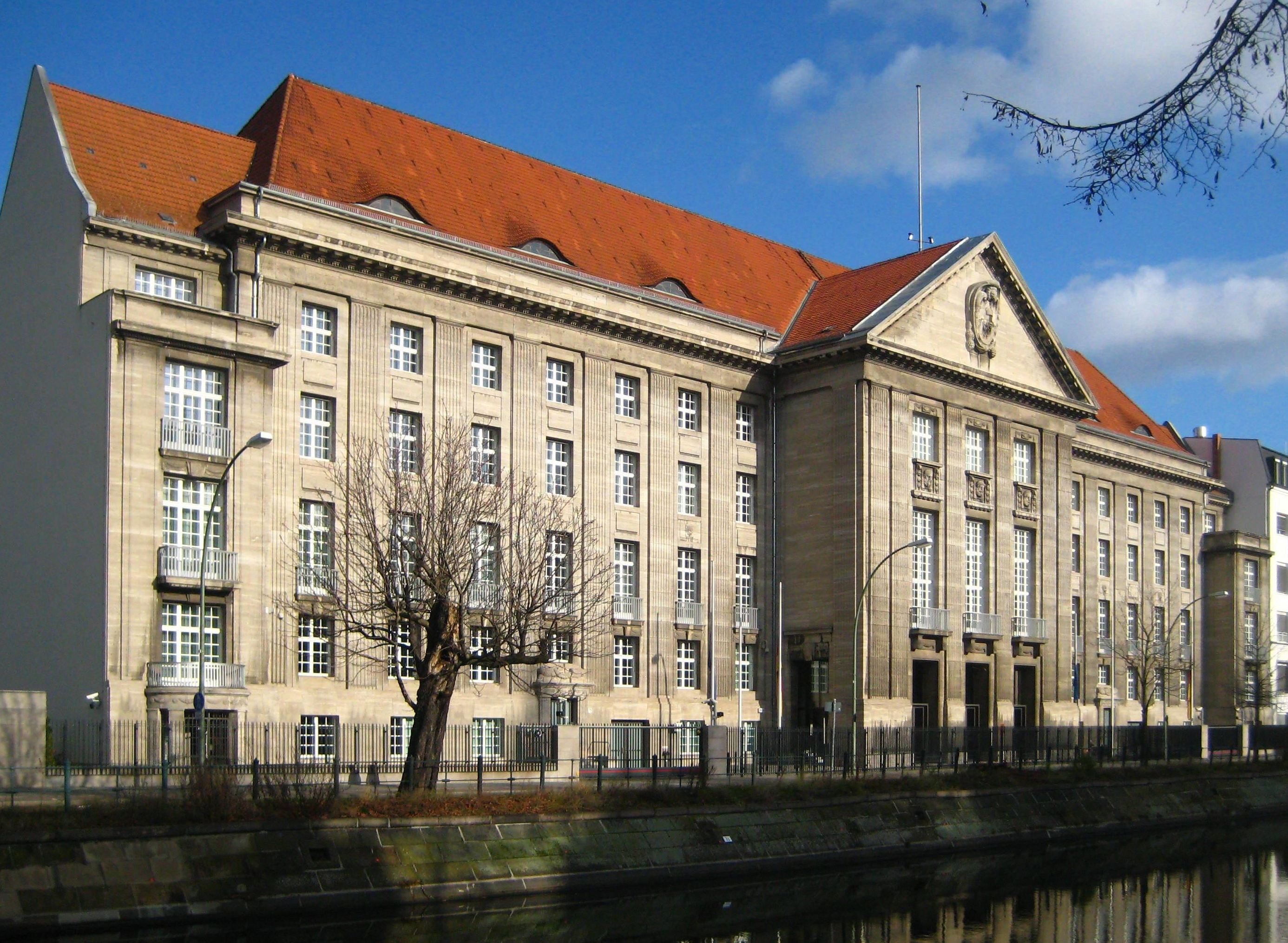
Südfassade am Landwehrkanal (Reichpietschufer)

Der Bendlerblock ist ein Gebäudekomplex im Berliner Ortsteil Tiergarten des Bezirks Mitte an der Stauffenbergstraße 18 (bis 1955: Bendlerstraße – nach dem Ratsmaurermeister und Kommunalpolitiker Johann Christoph Bendler) und dem Reichpietschufer 72–76. Ab 1914 wurde der Bau von verschiedenen militärischen Ämtern genutzt und ist seit 1993 zweiter Dienstsitz des Bundesministeriums der Verteidigung.
Während der Zeit des Nationalsozialismus war das Gebäude Bendlerstraße 11–13 Sitz des Allgemeinen Heeresamtes und des Befehlshabers des Ersatzheeres im Oberkommando des Heeres (OKH). Dort befand sich das Zentrum der Widerstandsgruppe des Attentats vom 20. Juli 1944 rund um Generaloberst a. D. Ludwig Beck und Oberst i. G. Claus Schenk Graf von Stauffenberg. An die Widerstandskämpfer erinnern in einigen ehemaligen Diensträumen die Dauerausstellung Gedenkstätte Deutscher Widerstand und im Hof das Ehrenmal für die dort hingerichteten Offiziere.
Im Bendlerblock finden die meisten Große Zapfenstreiche statt. Im Jahr 2025 wurde beispielsweise Olaf Scholz als Bundeskanzler mit einem Großen Zapfenstreich im Bendlerblock verabschiedet.

## Geschichte

### Kaiserreich
Die Grundstücke für den ältesten Teil des Bendlerblocks kamen im November 1909 durch ein Tauschgeschäft mit dem damaligen Betreiber der Berliner U-Bahn, der Hochbahngesellschaft, in den Besitz des Fiskus. Die Hochbahngesellschaft hatte Vorkaufsrechte für Grundstücke in der Königin-Augusta-Straße (ab 1933: Tirpitzufer, seit 1947 Reichpietschufer) und in der Bendlerstraße (der heutigen Stauffenbergstraße) erworben, um die U-Bahn-Strecke Hauptstraße–Nollendorfplatz nach Norden verlängern zu können. Diese Planungen sind bis heute nicht verwirklicht worden. Für den Bau der U-Bahn-Strecke vom Potsdamer Platz zum Spittelmarkt (heutige U-Bahn-Linie U2) musste der Häuserblock zwischen Leipziger Platz und Voßstraße unterfahren werden. In diesem Häuserblock residierten große Teiles des Reichsmarineamts unter beengten Verhältnissen und verteilt auf mehrere Häuser. Durch den Grundstückstausch kam die Hochbahngesellschaft in den Besitz der Grundstücke am Leipziger Platz, die später an den Wertheim-Konzern zum Bau des Kaufhauses Wertheim Leipziger Straße verkauft wurden.
Der älteste Teil des Gebäudekomplexes entstand in den Jahren 1911–1914 zur Nutzung durch die oberste Dienststelle der Kaiserlichen Marine. Das Architekturbüro Reinhardt & Süßenguth entwarf Pläne für den Bau eines fünfgeschossigen Gebäudes mit neoklassizistischen und neobarocken Stilelementen. Das Hauptgebäude am Landwehrkanal in der Königin-Augusta-Straße 38–42 war als Dienstsitz für den Staatssekretär des Reichsmarineamtes vorgesehen; bis 1916 war dies Großadmiral Alfred von Tirpitz. Die nach Osten liegende Gebäudeseite bezog der Admiralstab der Kaiserlichen Marine und den Ostflügel in der Bendlerstraße 14 das Marinekabinett, das Wilhelm II. als persönliches Sekretariat in Marineangelegenheiten direkt unterstellt war. Dem Marinestaatssekretär und dem Chef des Marinekabinetts standen zudem Dienstwohnungen in der zweiten Etage zur Verfügung.
Zur Erinnerung daran wurden in der Zeit des Nationalsozialismus Straßen und Plätze in der näheren Umgebung wie folgt benannt:
- Großadmiral Prinz Heinrich Straße (benannt nach Heinrich von Preußen),[3]
- Graf-Spee-Straße (benannt nach Vizeadmiral Maximilian von Spee),[4]
- Großadmiral-von-Koester-Ufer (benannt nach Hans von Koester),[5]
- Admiral-von-Schröder-Straße (benannt nach Ludwig von Schröder),[6]
- Skagerrakplatz (benannt nach der Skagerrakschlacht im Ersten Weltkrieg).[7]

### Weimarer Republik
Nach dem Ersten Weltkrieg forderten die militärischen Bestimmungen des Versailler Friedensvertrages von 1919 von der Regierung der Weimarer Republik neben der drastischen Verringerung der Streitkräfte auch eine Verkleinerung der Kommandobehörden bei (bis Ende 1920 „Vorläufiger“) Reichswehr und Reichsmarine, die das Gebäude nun zusammen nutzten. Die Luftstreitkräfte einschließlich der Marineflieger und Marineluftschiffer wurden ganz aufgelöst. Der erste Reichswehrminister, der Sozialdemokrat Gustav Noske, bezog die Dienstwohnung des Großadmirals und der damalige Chef der Heeresleitung, General Walther Reinhardt, übernahm die Räume der ehemaligen kaiserlichen Marinebehörde. Während des Kapp-Putsches im März 1920 verweigerte der Chef des Truppenamtes, Generalmajor Hans von Seeckt, die Niederschlagung des Berliner Aufstands der Freikorpssoldaten. Im Dienstzimmer des Reichswehrministers soll er den Schutz der Regierung mit den Worten „Truppe schießt nicht auf Truppe“ abgelehnt haben. Daraufhin flohen die Regierungsmitglieder aus Berlin und wichen für kurze Zeit nach Stuttgart aus. In der Folge der Aufstände wurde Gustav Noske aus seinem Amt entlassen. 1920 zog Otto Geßler als dessen Nachfolger in das Gebäude ein und Generalmajor von Seeckt übernahm im selben Jahr den Posten als Chef der Heeresleitung.

### Zeit des Nationalsozialismus

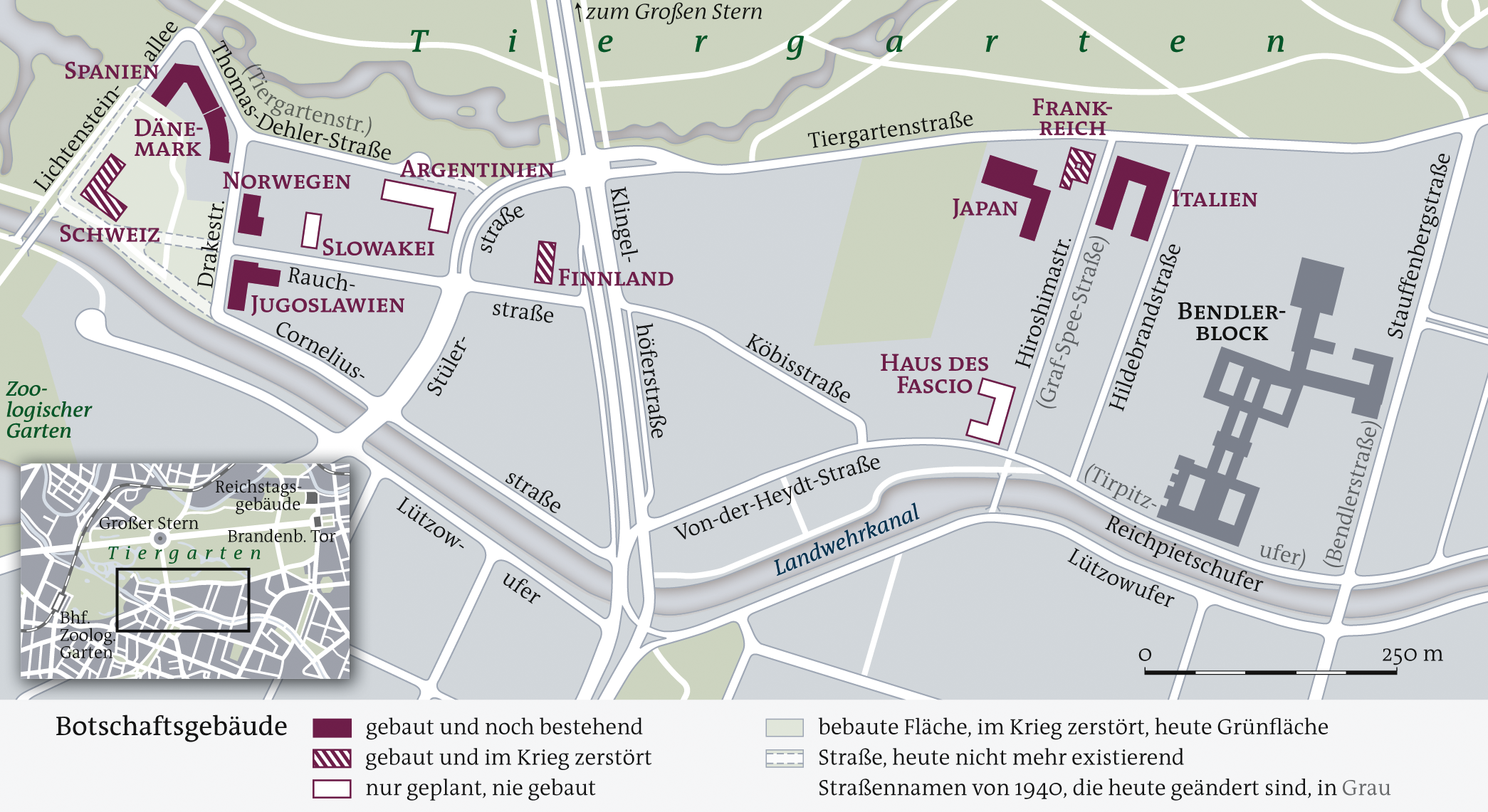
Planung des Diplomatenviertels in Berlin von 1938, rechts der Bendlerblock

Kurz vor der Ernennung Adolf Hitlers zum Reichskanzler durch Reichspräsident Paul von Hindenburg diskutierte die Reichswehrführung im Januar 1933 über dessen Kanzlerschaft. Trotz der Bedenken, auch von Seiten des damaligen Chefs der Heeresleitung, General Kurt von Hammerstein-Equord, erfolgte die Amtseinführung ohne Widerspruch. Bereits wenige Tage später hielt Hitler am 3. Februar 1933 in Hammerstein-Equords Privatwohnung eine Rede, in der er seine politischen Ziele offenlegte. Er sprach unter anderem von „Ausrottung des Marxismus mit Stumpf und Stiel“, „straffste autoritäre Staatsführung und Beseitigung des Krebsschadens der Demokratie“, „Kampf gegen Versailles“ sowie „Eroberung neuen Lebensraums im Osten und dessen rücksichtslose Germanisierung“. Hammerstein-Equord war ein Gegner des Nationalsozialismus. Daraus resultierten Differenzen auch mit dem im Januar 1933 zum Reichswehrminister ernannten Werner von Blomberg, der die Reichswehr mit nationalsozialistischem Gedankengut beeinflusste. Hammerstein-Equord reichte daraufhin im Dezember 1933 seinen Rücktritt ein. Sein Nachfolger wurde im Januar 1934 Generalleutnant Werner von Fritsch.

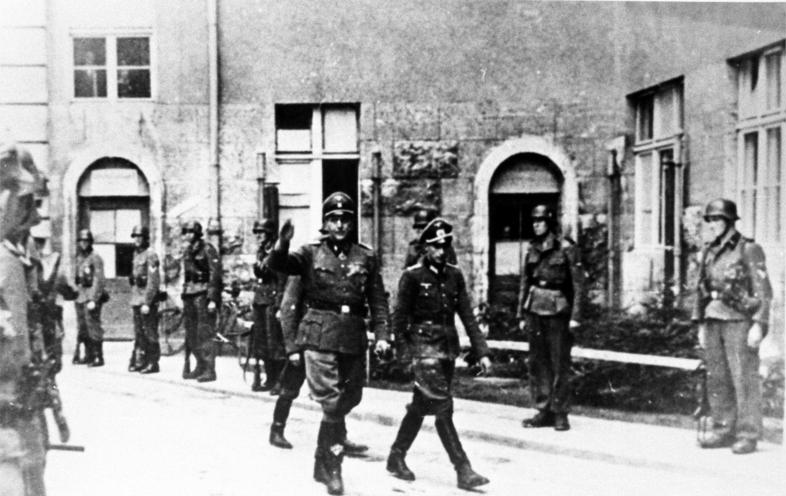
Soldaten der Waffen-SS im Bendlerblock, Juli 1944

Auf den bereits 1926 erworbenen Nachbargrundstücken Bendlerstraße 10–13 entstanden bis 1938 zusätzliche An- und Neubauten nach Entwürfen des Architekten Wilhelm Kreis. In dieser Zeit erhielt der Gebäudekomplex den nie offiziell eingeführten, aber gebräuchlichen Namen „Bendlerblock“. Im Hauptgebäude am Landwehrkanal waren Teile der Seekriegsleitung im Oberkommando der Kriegsmarine (OKM) untergebracht und der größte Teil des Amtes Ausland/Abwehr im Oberkommando der Wehrmacht (OKW) unter Admiral Wilhelm Canaris. Den Hauptteil des Bendlerblocks an der Bendlerstraße nutzte das Allgemeine Heeresamt im OKH unter General Friedrich Fromm, ab 1940 General Friedrich Olbricht und der Oberbefehlshaber des Heeres – nach der Entlassung von Blomberg und Fritsch – Generaloberst Walther von Brauchitsch, bis Hitler selbst im Dezember 1941 den Oberbefehl übernahm.

### Kriegs- und Nachkriegszeit
Im Zweiten Weltkrieg diente der Bendlerblock in den letzten Tagen der Schlacht um Berlin dem Kampfkommandanten von Berlin, General Helmuth Weidling, als Gefechtsstand, bis ihn Soldaten der Roten Armee am 2. Mai 1945 besetzten. Nach Beseitigung der Kriegsschäden waren in dem Gebäudekomplex ab den 1950er Jahren zahlreiche Dienststellen und Bundesbehörden untergebracht, darunter der Bundesdisziplinarhof und das Bundesaufsichtsamt für das Kreditwesen (BAKred). Nach dem Hauptstadtbeschluss des Deutschen Bundestages zur Verlegung von Bundestag und Bundesregierung nach Berlin nutzt seit dem 2. September 1993 das Verteidigungsministerium den Bendlerblock als zweiten Dienstsitz.

## Widerstand
Im Amt Ausland/Abwehr – dem deutschen militärischen Auslandsgeheimdienst, der im Bendlerblock untergebracht war – bildete sich eine erste militärische Widerstandszentrale. Eine Gruppe um General Hans Oster (1887–1945) plante 1938 den Sturz des NS-Regimes, um Hitler in der sogenannten Sudetenkrise an einem militärischen Vorgehen gegen die Tschechoslowakei zu hindern. Als die europäischen Mächte im Münchner Abkommen dem Anschluss des Sudetenlandes an das Deutsche Reich zustimmten, konnte das Vorhaben jedoch nicht mehr ausgeführt werden. Bis zur Entmachtung durch die Gestapo 1943 blieb die „Abwehr“ im Bendlerblock weiterhin eine zentrale Stelle des militärischen Widerstands.

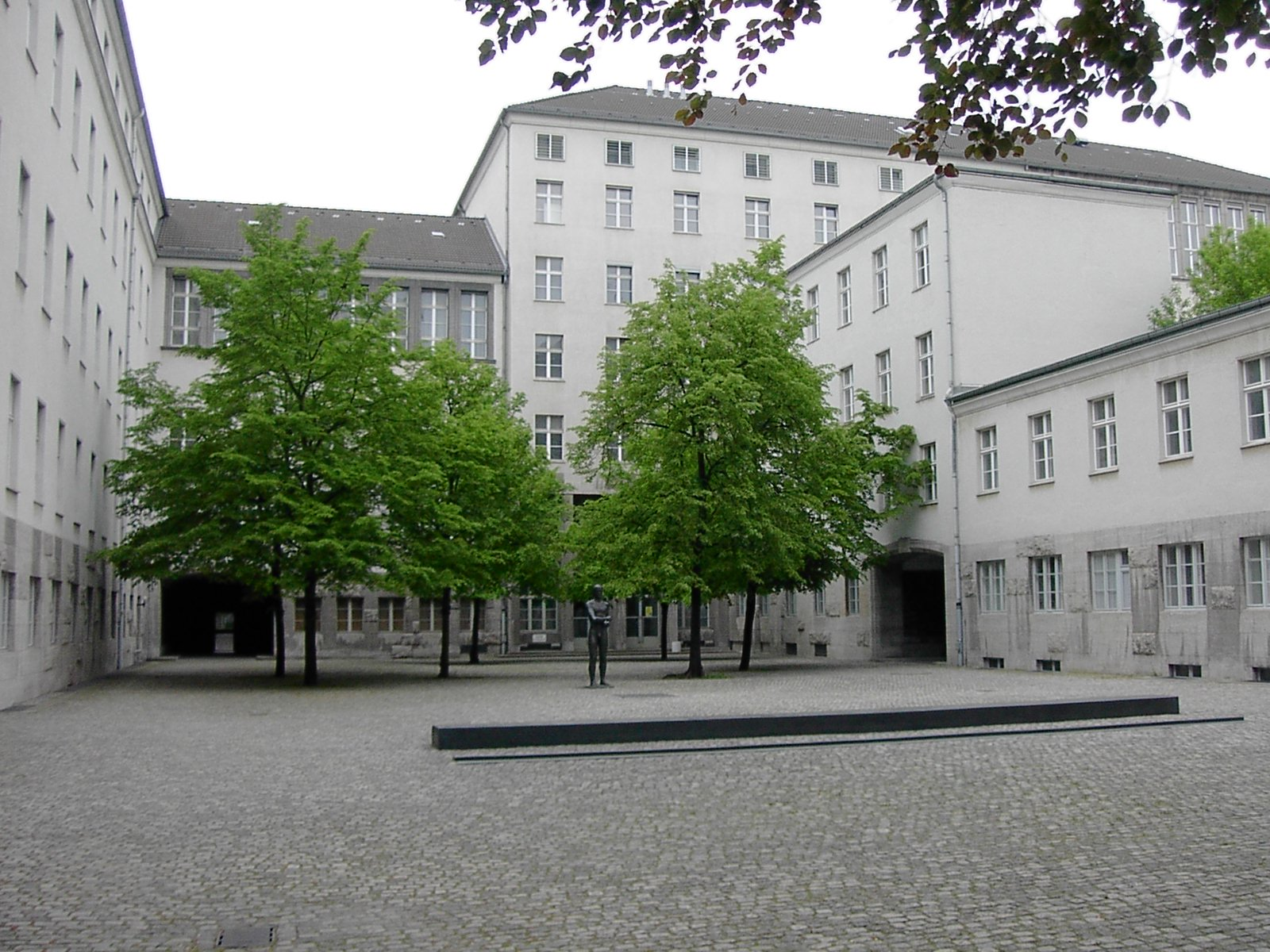
Innenhof des Bendlerblocks

In den Diensträumen des Ostflügels arbeitete eine weitere Widerstandsgruppe um General Olbricht Anfang der 1940er Jahre erneut an einem Plan zur Entmachtung des NS-Regimes. Ein „Walküre“ genannter Geheimplan der Wehrmacht wurde für die eigenen Ziele dahingehend manipuliert, dass nach dem Tod Hitlers eine sofortige Besetzung wichtiger Funktionen zu Gunsten des Widerstands sichergestellt werden konnte. Das Attentat auf Hitler führte Stauffenberg am 20. Juli 1944 aus, da er als Chef des Stabes unter dem Befehlshaber des Ersatzheeres Generaloberst Fromm, Zugang zu den Lagebesprechungen im Führerhauptquartier Wolfsschanze hatte. Nichtwissend, dass es misslungen war, reiste er nach Berlin zurück, wo die Widerstandsgruppe im Bendlerblock vergeblich versuchte, den Plan umzusetzen. Noch in der Nacht zum 21. Juli wurden auf Befehl von Generaloberst Fromm die Widerstandskämpfer General Olbricht, Oberst von Stauffenberg, Oberst Albrecht Ritter Mertz von Quirnheim und der Adjutant Stauffenbergs, Oberleutnant Werner von Haeften, im Innenhof des Bendlerblocks erschossen. Den am Putschversuch beteiligten Generaloberst a. D. Ludwig Beck zwang Fromm kurz zuvor zur Selbsttötung. Als Mitwisser des Umsturzplans wurde Fromm einen Tag später selbst verhaftet, zum Tode verurteilt und am 12. März 1945 hingerichtet.

## Gedenkstätte Deutscher Widerstand
Zum Gedenken an die Widerstandskämpfer des 20. Juli 1944 wurde in den 1950er Jahren im Innenhof des Bendlerblocks ein Ehrenmal errichtet. Nach der Grundsteinlegung 1952, durch die Witwe von General Olbricht, enthüllte der Regierende Bürgermeister von Berlin, Ernst Reuter, am 20. Juli 1953 eine von Richard Scheibe erschaffene Bronzefigur, die einen jungen Mann mit gebundenen Händen darstellt. Eine vom Kunsthistoriker Edwin Redslob entworfene Inschrift besagt:

„Ihr trugt die Schande nicht, Ihr wehrtet Euch, Ihr gabt das große ewig wache Zeichen der Umkehr, opfernd Euer heißes Leben für Freiheit, Recht und Ehre“

Im Jahr 1955 erfolgte die Umbenennung der Bendlerstraße in Stauffenbergstraße und am 20. Juli 1960 enthüllte der damalige Bürgermeister Franz Amrehn im Ehrenhof eine Gedenktafel mit den Namen der Offiziere, die 1944 im Bendlerblock erschossen wurden:

„Hier starben für Deutschland am 20. Juli 1944
 Generaloberst Ludwig Beck – General der Infanterie Friedrich Olbricht – Oberst Claus Graf Schenk von Stauffenberg – Oberst Albrecht Ritter Mertz von Quirnheim – Oberleutnant Werner von Haeften“

Seit der Umgestaltung des Hofes nach Plänen des Bildhauers und Architekten Erich Reusch im Jahr 1980 ist am Hofzugang eine weitere Inschrift in die Wand eingelassen:

„Hier im ehemaligen Oberkommando des Heeres organisierten Deutsche den Versuch, am 20. Juli 1944 die nationalsozialistische Unrechtsherrschaft zu stürzen. Dafür opferten sie ihr Leben“

Im Innern des Bendlerblocks öffnete 1968 auf Beschluss des Berliner Senats eine erste Ausstellung mit Informationen über den Widerstand gegen den Nationalsozialismus, die der Historiker Peter Steinbach im Auftrag des Regierenden Bürgermeisters Richard von Weizsäcker ab 1983 erweiterte. Die „Gedenkstätte Deutscher Widerstand“ mit der Dauerausstellung „Widerstand gegen den Nationalsozialismus“ fand ihren Platz in den Räumen, in denen der Umsturz geplant wurde.
Nicht zuletzt aufgrund der „bedeutsamen Stelle“ des Widerstands gegen den Nationalsozialismus hat sich der Bundesminister der Verteidigung 1993 für den Bendlerblock als zweiten Dienstsitz entschieden. „Er hat damit erneut deutlich unterstrichen, dass sich die Bundeswehr in die Tradition des militärischen Widerstands gegen das NS-Regime stellt. In der Verteidigung rechtsstaatlicher Grundsätze und im Eintreten für die Würde des Menschen sieht sie ihre vornehmste Aufgabe. Dies verbindet sie mit den Frauen und Männern des 20. Juli 1944.“ In diesem Gedenken findet seit 1999 (bis 2007 jedes Jahr, seit 2012 im jährlichen Wechsel mit dem Platz der Republik vor dem Reichstagsgebäude) jeweils am 20. Juli auf dem Paradeplatz des Bendlerblocks ein öffentliches Gelöbnis statt, das des Öfteren von Kritikern mit einer Gegenveranstaltung gestört wurde.

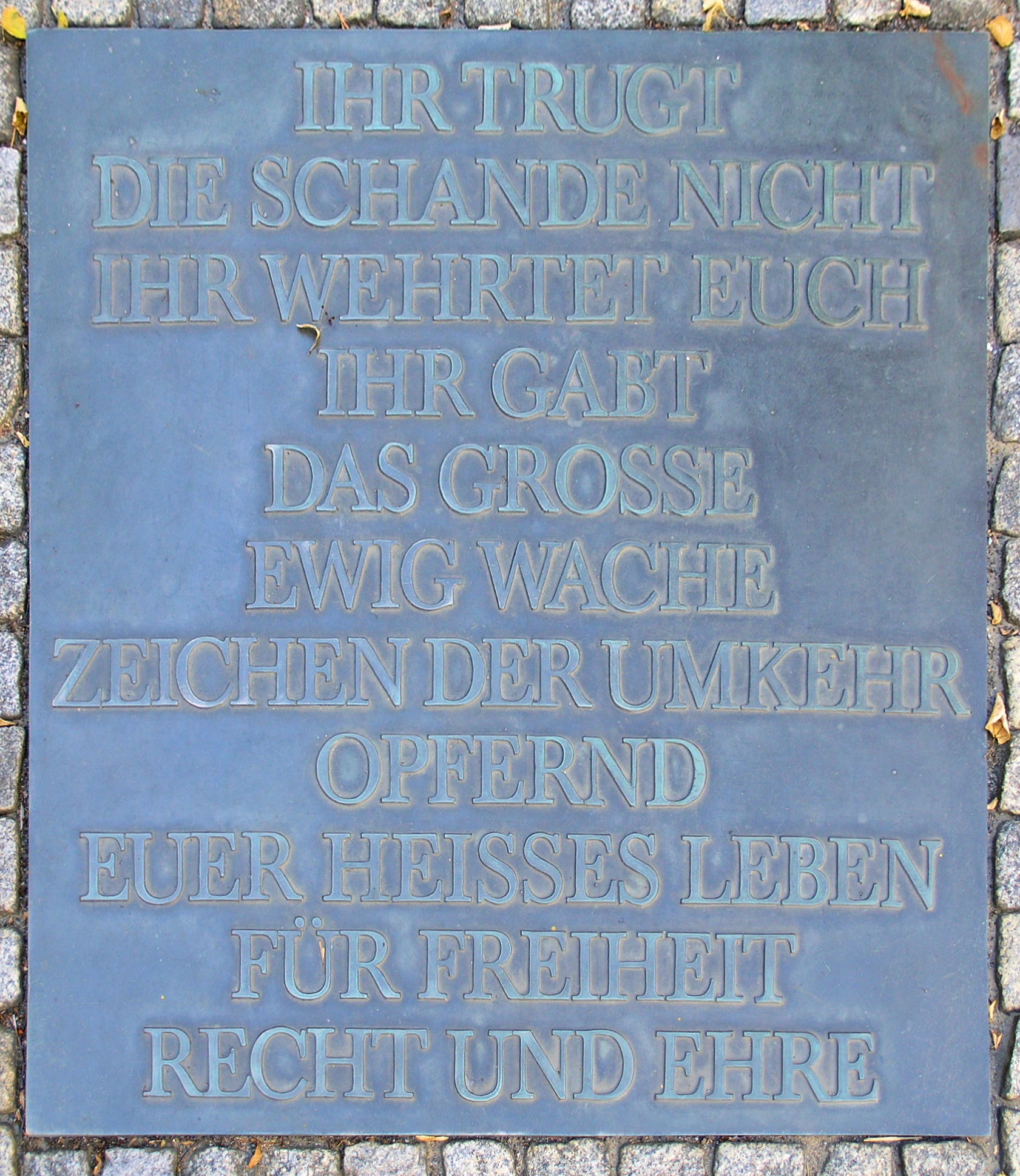
Gedenktafel in der Stauffenbergstraße 13 für die Widerstandskämpfer vom 20. Juli 1944
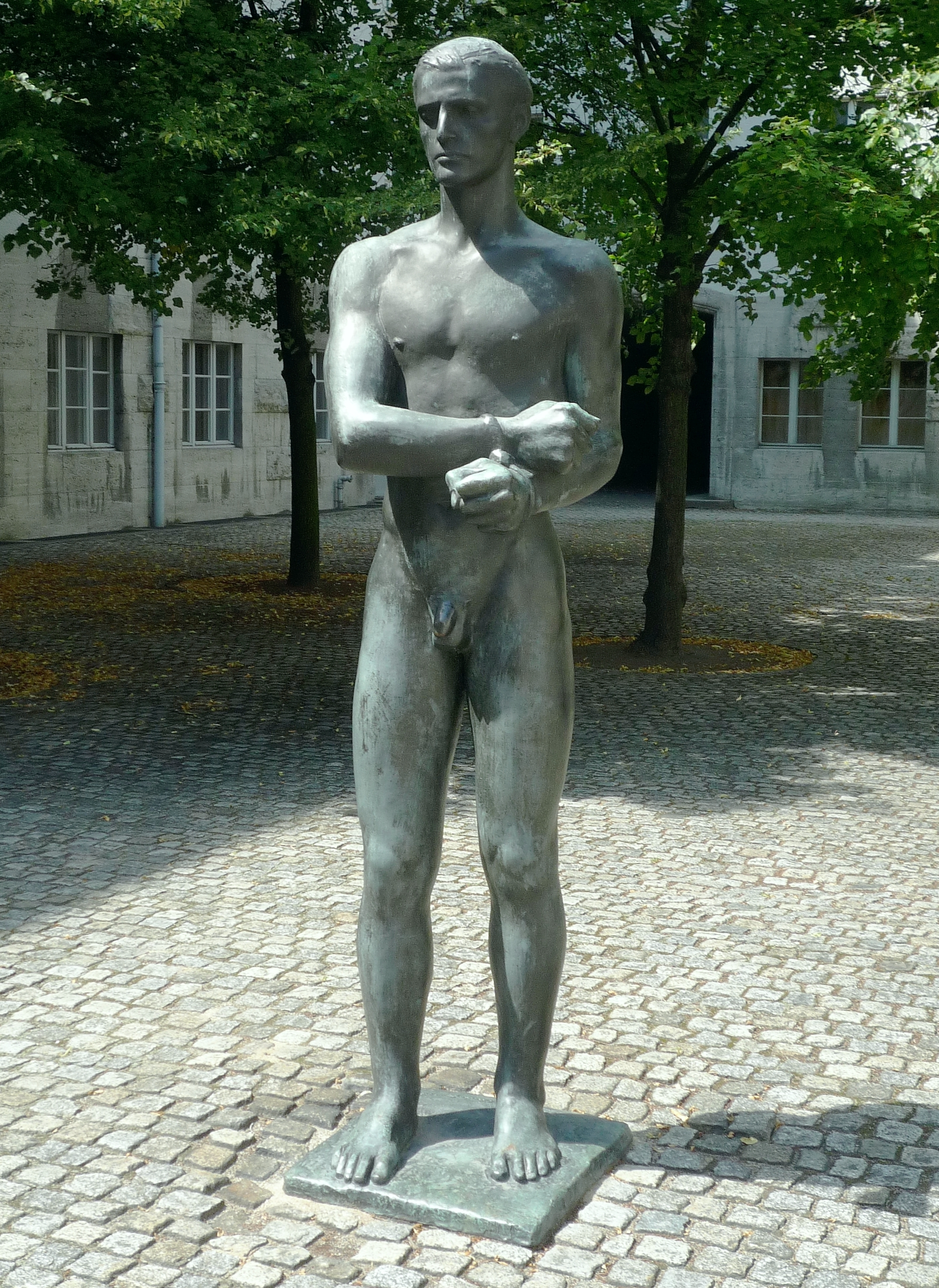
Ehrenmal im Innenhof des Bendlerblocks. Junger Mann mit gebundenen Händen, Bronzefigur von Richard Scheibe, 1953
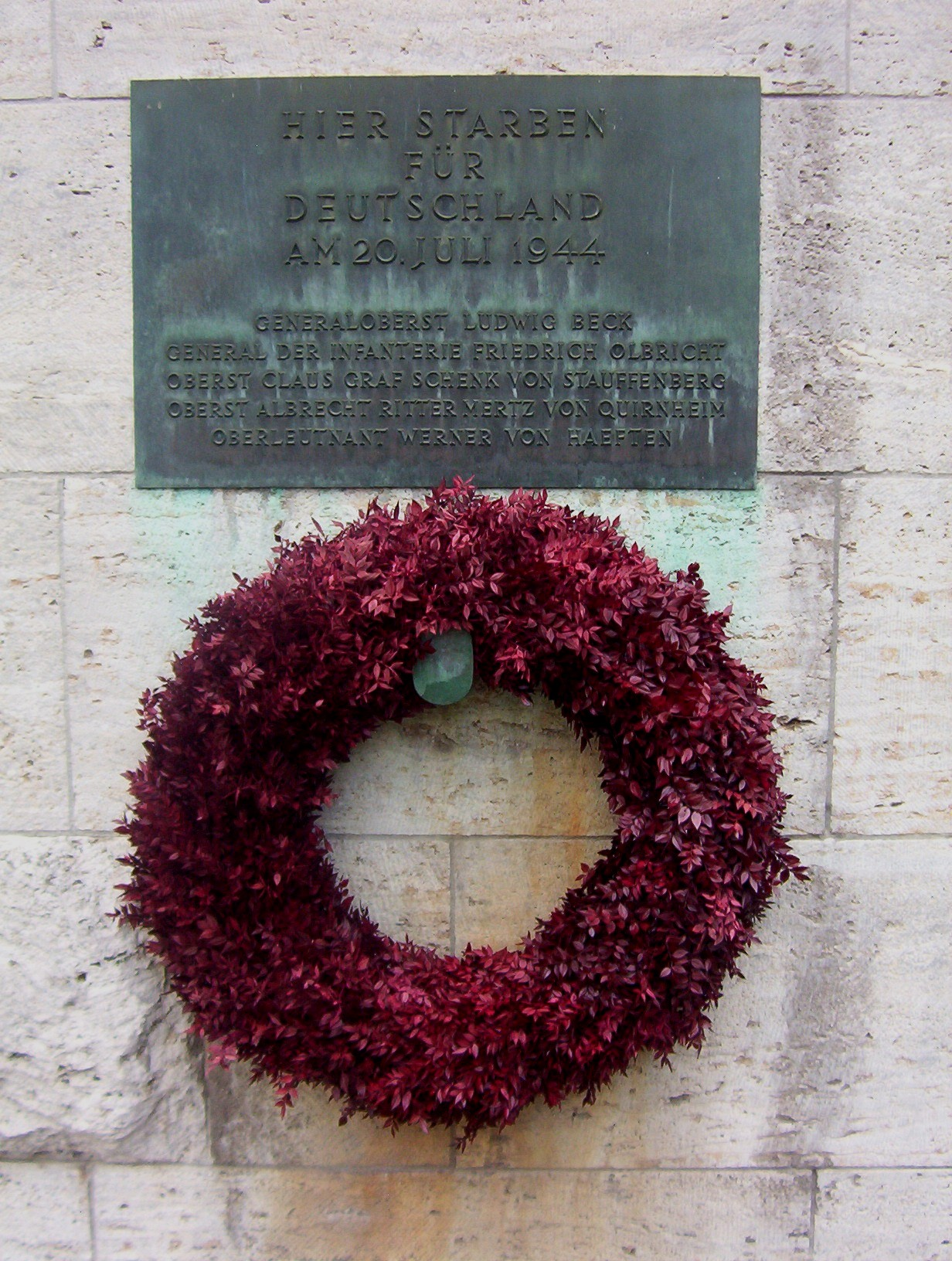
Gedenktafel mit den Namen der erschossenen Offiziere
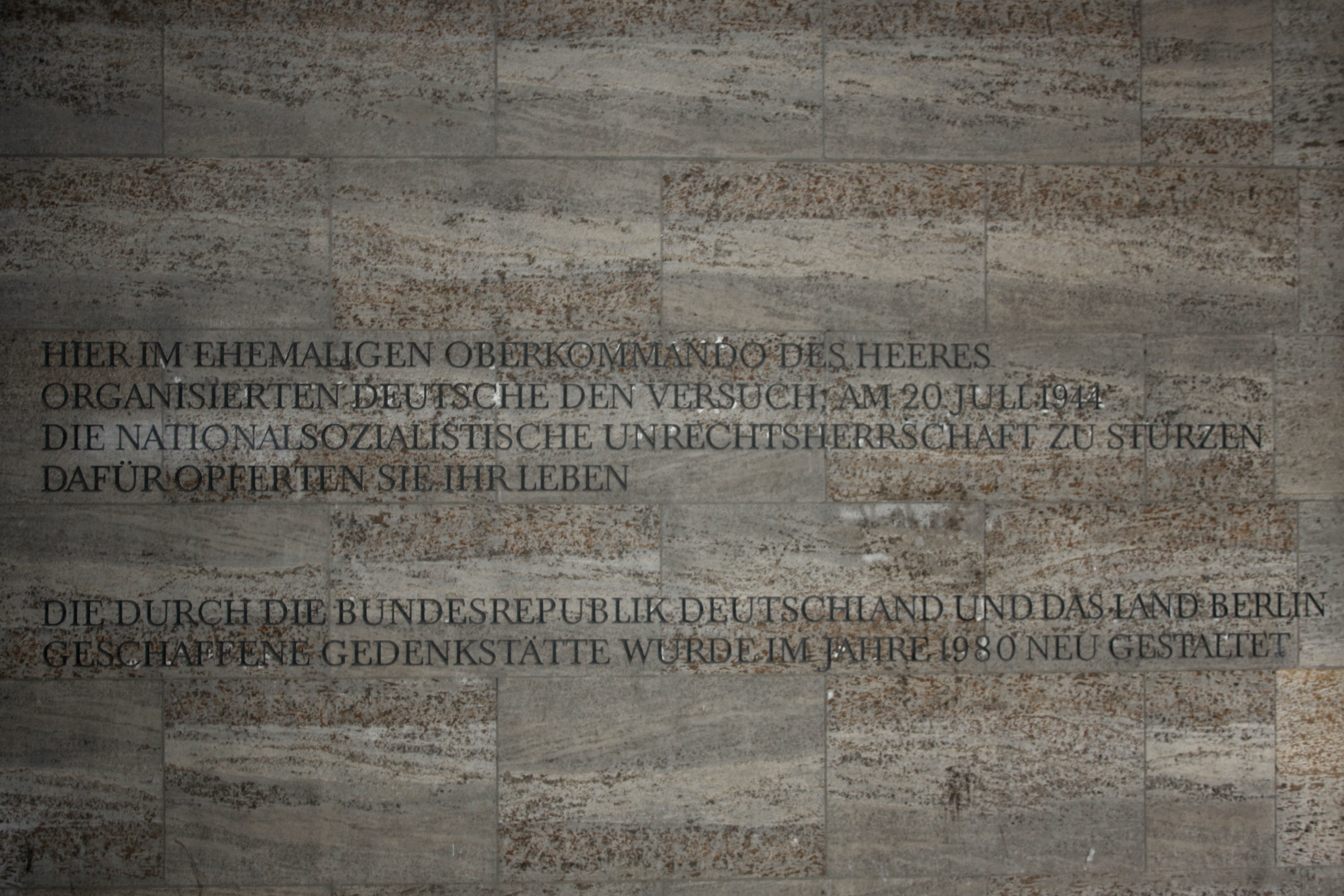
Inschrift am Hofzugang des Bendlerblocks

## Ehrenmal für die Gefallenen der Bundeswehr
Auf dem Gelände des Bendlerblocks, am östlichen Rand der Hildebrandstraße, ist eine zentrale Gedenkstätte für die Gefallenen der Bundeswehr eingerichtet. Das Denkmal wurde von dem Architekten Andreas Meck entworfen und am 8. September 2009 durch den damaligen Bundespräsidenten Horst Köhler eingeweiht.

## Filmische Rezeptionen
Der Ehrenhof des Bendlerblocks diente mehreren Regisseuren als Filmkulisse. Im Jahr 2004 drehte Jo Baier den Fernsehfilm Stauffenberg mit Sebastian Koch in der Hauptrolle, in dem die Erschießung der Widerstandskämpfer des 20. Juli 1944 in einer Szene am Originalschauplatz nachgestellt wurde. Aus gleichem Anlass nutzte der Regisseur Bryan Singer den Ehrenhof im September und Oktober 2007 für Dreharbeiten zu dem Kinofilm Operation Walküre – Das Stauffenberg-Attentat, in dem Tom Cruise den Oberst i. G. Stauffenberg spielt.